# Isistius brasiliensis
Lo squalo tagliatore (Isistius brasiliensis), detto anche squalo sigaro o squalo stampo da biscotti, è una piccola specie di squalo della famiglia dei Dalatiidi. Vive nelle acque oceaniche tropicali di tutto il mondo, soprattutto attorno alle isole, fino a profondità di 3700 metri. Verso l'imbrunire sale in superficie, per poi ridiscendere all'alba fino a profondità di 3000 metri, dove trascorre le ore diurne. Lungo solo 42-56 centimetri, lo squalo tagliatore ha un lungo corpo cilindrico con muso corto e smussato, grandi occhi, due minuscole pinne dorsali prive di spina ed una grande pinna caudale. Di colore marrone scuro, ha il ventre ricoperto di fotofori che emettono luce; attorno alla gola e alle fessure branchiali è presente un «collare» scuro.
Il nome «squalo stampo da biscotti» si riferisce all'abitudine di lasciare cicatrici perfettamente rotonde, simili appunto a quelle che potrebbe lasciare uno stampo da biscotti, sul corpo degli animali di maggiori dimensioni. Queste cicatrici sono state trovate su una vasta varietà di mammiferi marini e di pesci, cavi sottomarini e perfino su alcuni esseri umani. Lo squalo tagliatore inghiotte intere solo prede molto piccole, come i calamari. Ha sviluppato vari adattamenti per muoversi nella colonna d'acqua e probabilmente si affida a furtività e sotterfugi per attaccare prede molto più attive. Il collare scuro sembra imitare la silhouette di un piccolo pesce, mentre il resto del corpo sembra scomparire nel bagliore prodotto dai fotofori ventrali. Quando un possibile predatore si avvicina all'esca, lo squalo si attacca ad essa utilizzando le labbra a ventosa e la faringe specializzata e stacca rapidamente un pezzo di carne con i denti inferiori, simili ad una sega a nastro. Questa specie si sposta spesso in banchi.
Sebbene l'uomo entri raramente in contatto con esso, dato il suo habitat oceanico, sono stati documentati degli attacchi all'uomo attribuiti in apparenza a squali tagliatori. Ciononostante questa piccola specie non è considerata molto pericolosa. L'Unione Internazionale per la Conservazione della Natura (IUCN) classifica lo squalo tagliatore tra le specie a basso rischio, dal momento che è molto diffuso, non ha alcun valore commerciale e non è particolarmente suscettibile ai danni provocati dalla pesca eccessiva.

## Tassonomia
Lo squalo tagliatore venne descritto per la prima volta, col nome di Scymnus brasiliensis, dai naturalisti francesi Jean René Constant Quoy e Joseph Paul Gaimard; l'esemplare tipo venne catturato al largo delle coste del Brasile (da cui il nome scientifico) nel corso del viaggio esplorativo della corvetta Uranie (1817-20). Nel 1824 le testimonianze di Quoy e Gaimard vennero pubblicate da Louis de Freycinet in Voyage autour du monde...sur les corvettes de S.M. l'Uranie et la Physicienne, un rapporto dettagliato del viaggio in 13 volumi. Nel 1865 l'ittiologo americano Theodore Nicholas Gill coniò il nuovo genere Isistius appositamente per questa specie, dal nome di Iside, la dea egiziana della luce.
Una delle prime testimonianze delle cicatrici lasciate dallo squalo tagliatore sul corpo di vari animali si riscontra in un'antica leggenda samoana, che racconta di come atu (il tonnetto striato), facendo ingresso nella Baia di Palauli, avesse voluto lasciarsi dietro pezzi di carne come sacrificio a Tautunu, il capo della comunità. Nel corso degli ultimi secoli vennero fatte svariate ipotesi per spiegare l'autore di queste cicatrici e gli studiosi tirarono in ballo lamprede, batteri e invertebrati parassiti. Nel 1971 Everet Jones, dell'Ufficio della Pesca Commerciale degli Stati Uniti (un predecessore del Servizio Nazionale della Pesca Marina), scoprì che il responsabile delle ferite era quello che in quel periodo era noto come squalo sigaro. L'esperto di squali Stewart Springer iniziò allora a indicare la specie col nome di «squalo stampo da biscotti» (sebbene in origine si riferisse ad essa come al «demone mordi-balene»). Tra gli altri nomi attribuiti a questa specie ricordiamo squalo luminoso, squalo tagliatore dentipiccoli e squalo tagliatore liscio.

## Distribuzione e habitat
Lo squalo tagliatore vive nei maggiori bacini oceanici tropicali e temperato-caldi del mondo ed è più comune alle latitudini comprese tra i 20° N e i 20° S, dove la temperatura superficiale delle acque è di 18-26 °C. Nell'Atlantico occidentale è presente dalle Bahamas al Brasile meridionale, in quello orientale vive attorno a Capo Verde, nelle acque al largo della costa che va dalla Guinea alla Sierra Leone, lungo l'Angola meridionale e il Sudafrica e in quello meridionale attorno all'Isola di Ascensione. Nella regione indo-pacifica è stato catturato da Mauritius fino a Nuova Guinea, Australia e Nuova Zelanda, comprese le acque attorno alla Tasmania, all'Isola di Lord Howe e al largo del Giappone. Nel Pacifico centrale e orientale vive in un'area estesa dalle Figi alle Hawaii, a nord, e alle Galápagos e alle isole di Pasqua e Guadalupe, a est. Ferite fresche osservate su mammiferi marini sembrano indicare che in annate molto calde lo squalo tagliatore estenda il proprio areale fino alla California.
In base alle catture effettuate si ritiene che lo squalo tagliatore intraprenda ogni giorno migrazioni verticali di 3 chilometri. Trascorre il giorno a profondità di 1000-3700 metri e di notte risale fino alla colonna d'acqua superiore, fermandosi solitamente a 85 metri, sebbene in rare occasioni si avventuri anche in superficie. Questa specie è molto più tollerante ai bassi livelli di ossigeno disciolto delle specie simili dei generi Euprotomicrus e Squaliolus. Frequentemente lo squalo tagliatore si raduna attorno alle isole, forse per scopi riproduttivi o più probabilmente perché vi trova grandi concentrazioni di prede. Nell'Atlantico nord-orientale gli esemplari adulti si incontrano in una fascia compresa tra gli 11 e i 16° N e gli individui più piccoli e più grandi vivono rispettivamente a latitudini più basse e più alte. Non vi è alcuna prova di segregazione sessuale.

## Descrizione

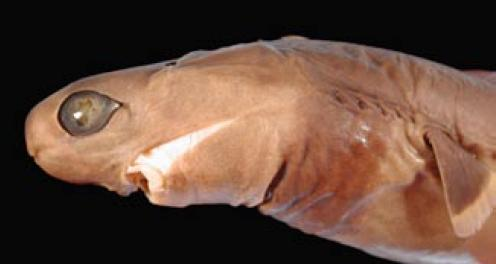
Lo squalo tagliatore ha una testa corta e arrotondata con grandi occhi posti anteriormente e una bocca inclinata.

Lo squalo tagliatore ha un corpo allungato, a forma di sigaro, ed un muso breve e arrotondato. Davanti alle narici vi sono alette di pelle molto corte. Gli occhi, grandi, ovali e di colore verde, sono posti molto avanti sul capo, sebbene non così tanto da permettere una buona visione binoculare. Dietro gli occhi vi sono grandi spiracoli, posti sulla superficie superiore della testa. La bocca, breve, è posta quasi obliquamente ed è circondata da labbra a ventosa, allargate e carnose. Sulla mascella superiore vi sono 30-37 denti e su quella inferiore 25-31, ma il loro numero aumenta con le dimensioni dell'animale. I denti superiori e inferiori sono molto diversi tra loro: quelli superiori sono piccoli, sottili, diritti e dotati di un'unica cuspide dai margini lisci. Anche quelli inferiori hanno i margini lisci, ma sono molto più grandi, più larghi e a forma di coltello, con le basi sovrapposte a formare un unico margine tagliente a forma di sega. Le cinque paia di fessure branchiali sono piccole.
Le pinne pettorali sono brevi e di forma grossolanamente trapezoidale. Sul dorso sono presenti due pinne dorsali prive di spina: una posta proprio davanti alle pinne pelviche e l'altra situata proprio dietro ad esse. La seconda pinna dorsale è leggermente più grande della prima e quelle pelviche sono più grandi di entrambe. La pinna anale è assente. La pinna caudale è larga, con il lobo inferiore grande quasi quello superiore e con un peduncolo ventrale prominente. I denticoli dermici sono squadrati e appiattiti, con una leggera concavità ventrale e gli angoli sopraelevati. Lo squalo tagliatore è color marrone cioccolato, leggermente più chiaro sul ventre, ed ha un «collare» scuro che circonda la regione branchiale. Le pinne hanno i margini traslucidi, a eccezione di quella caudale, che li ha più scuri. Complessi organi emettenti luce, chiamati fotofori, ricoprono fittamente il ventre, a eccezione del collare, e producono un vivido splendore verde. La massima lunghezza registrata è di 42 centimetri per i maschi e di 56 per le femmine.

## Biologia

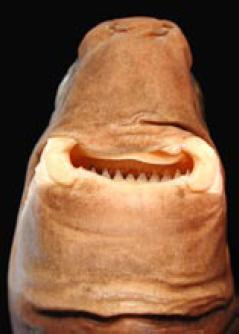
Le labbra a ventosa e i grandi denti inferiori dello squalo tagliatore costituiscono degli adattamenti ad un'esistenza parassitica

Conosciuto soprattutto per le cicatrici che lascia sui tessuti dei mammiferi marini e dei grandi pesci, lo squalo tagliatore è considerato un ectoparassita facoltativo, dato che è in grado di ingerire anche prede più piccole. È dotato di un'apertura boccale molto larga e di un morso molto resistente, in virtù di cartilagini craniche e labiali estremamente calcificate. Essendo munito di pinne piccole e di muscoli deboli, questo squalo è un predatore da imboscata che trascorre gran parte del suo tempo sospeso nella colonna d'acqua. Per mantenere un galleggiamento neutro, il fegato di questa specie, che costituisce il 35% del peso totale, è ricco di lipidi a bassa densità. Dato che ha uno scheletro più denso di Euprotomicrus o Squaliolus, la cavità corporea e il fegato sono proporzionalmente più grandi e contengono molto più olio. La grande pinna caudale consente a questo squalo di compiere rapidi scatti per mordere le prede più grandi e più veloci che entrano nel suo raggio d'azione.
Lo squalo tagliatore rimpiazza regolarmente i suoi denti come gli altri squali, ma nella mascella inferiore i denti vengono persi a file intere e non uno alla volta. Si calcola che uno squalo tagliatore di 14 centimetri perda per 15 volte l'intera fila di denti inferiori prima di raggiungere una lunghezza di 50 centimetri, per un totale di 435-465 denti. Ciò rappresenta un importante investimento di risorse, poiché le file che si staccano vengono inghiottite, in modo che lo squalo possa riciclarne il contenuto di calcio. Diversamente da altri squali, la retina del tagliatore possiede cellule gangliari concentrate in un'area concentrica piuttosto che in una striscia orizzontale posta lungo il campo visivo; grazie a questo adattamento è in grado di focalizzare meglio le prede che stanno davanti. Questo squalo si sposta in banchi; così facendo i vari esemplari possono aumentare l'efficacia delle loro esche (vedi sotto) ed inoltre scoraggiare contrattacchi da parte di predatori più grandi.

### Bioluminescenza

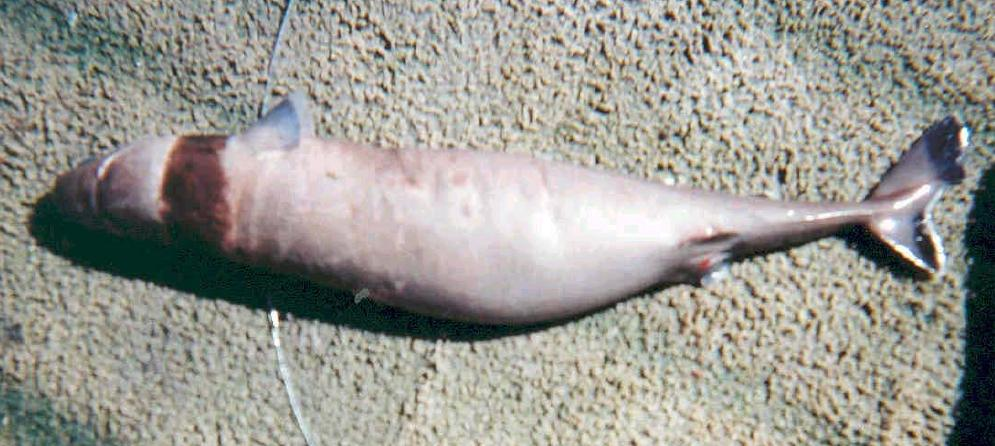
Si ritiene che il collare scuro dello squalo tagliatore funga da esca

La luminescenza verde che emette lo squalo tagliatore è la più resistente tra quelle emesse da qualunque altro squalo e persiste per tre ore perfino dopo che lo squalo è stato tratto fuori dall'acqua. I fotofori posti sul ventre servono a interrompere la silhouette del pesce e a farlo confondere con la luce proveniente dalla superficie agli occhi di chi lo osserva da sotto; questa strategia, nota come «contro-illuminazione», è molto comune tra gli organismi bioluminescenti della zona mesopelagica. I vari fotofori sono posti attorno ai denticoli e sono abbastanza piccoli da non essere visti ad occhio nudo, tanto che è stato ipotizzato che si siano evoluti per attrarre animali dotati di una buona capacità visiva e/o situati a breve distanza.
Si ritiene che il collare scuro, non luminescente, posto a entrambi i lati della gola, serva da esca, dato che visto da sotto potrebbe assomigliare alla silhouette di un piccolo pesce. L'efficacia dell'esca aumenta di molto se questi squali procedono in banchi. Nel caso che questo collare svolga proprio questa funzione, lo squalo tagliatore costituirebbe l'unico caso di animale bioluminescente in cui l'«assenza» di luce attrae le prede, mentre i fotofori servono ad impedire ai possibili predatori di localizzare lo squalo. Dato che l'intensità della luce emessa varia solo di poco, i movimenti verticali dello squalo servono probabilmente a preservare l'efficacia del travestimento a seconda dei momenti della giornata e delle condizioni meteorologiche.

### Nutrizione

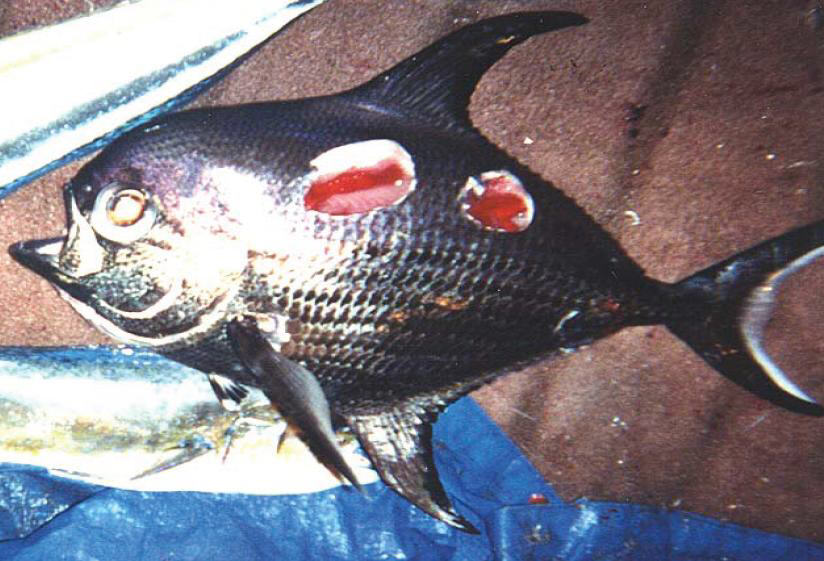
I Bramidi sono una delle molte specie parassitate dallo squalo tagliatore.

Ogni sorta di animale oceanico di medie e grandi dimensioni che entra in contatto con lo squalo tagliatore può essere virtualmente attaccato: segni di morsi sono stati trovati su cetacei (focene, delfini, globicefali, Zifiidi, capodogli e misticeti), pinnipedi (otarie orsine, foche leopardo ed elefanti marini), dugonghi, squali (verdesche, squali goblin e megamouth), pastinache abissali e pesci ossei (pesci rostrati, tonni, corifene, Carangidi, escolar, pesci re e Bramidi). Lo squalo tagliatore regolarmente cattura e ingoia interi calamari con un mantello lungo 15-30 centimetri, di dimensioni, quindi, paragonabili alle sue, ma anche Gonostomatidi, copepodi e altre prede di più modeste dimensioni.
Gli attacchi parassitici dello squalo tagliatore lasciano una «ferita a cratere» circolare, larga in media 5 centimetri e profonda 7. La prevalenza di questi attacchi può essere molto elevata: nelle acque al largo delle Hawaii quasi ogni esemplare adulto di stenella dal lungo rostro porta cicatrici prodotte da questa specie. Gli animali malati o indeboliti per altre cause sembrano essere più suscettibili: nell'Atlantico occidentale sono stati trovati esemplari emaciati di peponocefali spiaggiati con dozzine o perfino centinaia di ferite vecchie e recenti causate dallo squalo tagliatore, mentre sugli esemplari sani ve ne erano solo pochissime. L'impatto del parassitismo sulle prede, in termini di danni inerenti alla crescita e alla riproduzione, è poco noto.
Lo squalo tagliatore presenta un certo numero di adattamenti ad uno stile di vita parassitico nella bocca e nella faringe. Per prima cosa lo squalo si protegge dalla superficie corporea della preda chiudendo gli spiracoli e ritraendo la lingua per creare una pressione negativa; le labbra a ventosa assicurano una chiusura quasi perfetta. In seguito morde la vittima, usando gli stretti denti superiori come punto d'appoggio mentre quelli inferiori staccano un pezzo di carne. Per finire, lo squalo gira e ruota il corpo per completare un taglio perfettamente circolare, aiutato molto probabilmente dall'impeto iniziale e dai successivi strattoni della preda. L'azione dei denti inferiori può anche essere aiutata da vibrazioni avanti e indietro della mascella, con un meccanismo paragonabile a quello di un coltello elettrico. L'abilità di creare un perfetto meccanismo di suzione con la bocca è probabilmente molto utile anche per catturare prede più piccole, come i calamari.

### Riproduzione
Come altri Squaliformi, lo squalo tagliatore è un viviparo aplacentato in cui gli embrioni in sviluppo vengono alimentati dal tuorlo fin dalla nascita. Le femmine hanno due uteri funzionali e partoriscono nidiate composte da 6-12 piccoli. Il record appartiene ad una femmina che trasportava 9 embrioni lunghi 12,4-13,7 centimetri; sebbene questi avessero dimensioni molto simili a quelle che hanno alla nascita, avevano ancora sacchi vitellini ben sviluppati, il che suggerisce che questi squali assorbano molto lentamente il tuorlo e abbiano quindi un lungo periodo di gestazione. Questi embrioni avevano sviluppato una colorazione marrone ma non il collare scuro e nemmeno una dentizione differenziata. Alla nascita gli squali tagliatori misurano 14-15 centimetri di lunghezza. I maschi raggiungono la maturità sessuale ad una lunghezza di 36 centimetri e le femmine ad una di 39.

## Conservazione

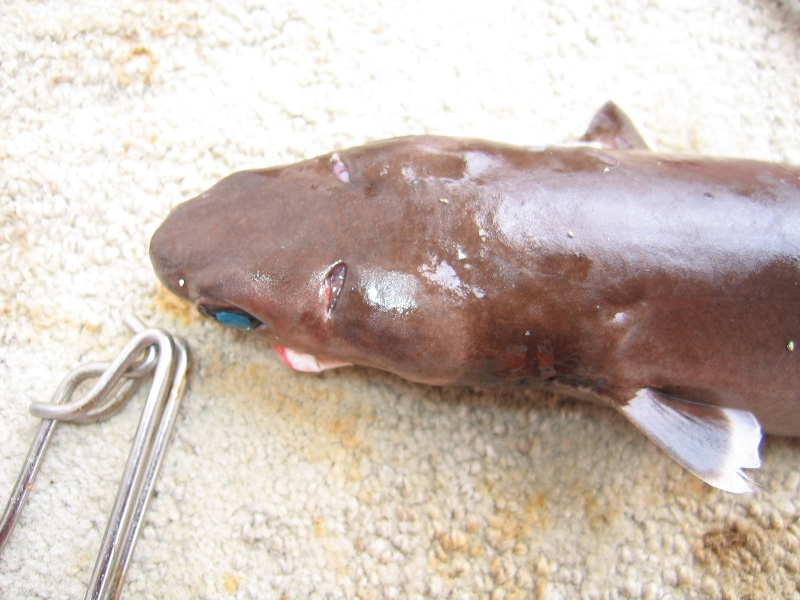
Uno squalo tagliatore catturato con un palamito vicino alle Hawaii; da notare i grandi spiracoli posti dietro agli occhi

Prediligendo acque lontane dalla costa e incontrando quindi esseri umani solo molto raramente, lo squalo tagliatore non è considerato molto pericoloso a causa delle piccole dimensioni. Tuttavia, è stato implicato in una serie di attacchi: in un caso degno di nota, un banco di feroci pesci dal muso smussato lunghi 30 centimetri attaccarono un fotografo sottomarino durante un'immersione in oceano aperto. Simili testimonianze provengono anche da alcuni sopravvissuti a naufragi che hanno raccontato di essere stati attaccati durante la notte e su cui sono stati trovati piccoli morsi profondi. Nel marzo del 2009 un abitante di Maui, Mike Spalding, venne morso da uno squalo tagliatore mentre nuotava nel Canale di Alenuihaha. Esistono inoltre almeno due casi di corpi recuperati in mare che presentavano dei morsi di squalo tagliatore provocati dopo la morte.
Durante gli anni '70 alcuni sottomarini della United States Navy furono costretti a ritornare alla base per riparare i danni causati dagli squali tagliatori alle coperture in neoprene delle cupole dei sonar AN/BQR-19, che avevano provocato una fuoriuscita dell'olio che trasmette i suoni, compromettendo la navigazione. Prima che il colpevole venisse individuato, i militari temevano di essere stati attaccati da un'arma nemica sconosciuta; in seguito il problema venne risolto installando delle coperture in fibra di vetro attorno alle cupole. Negli anni '80 altri trenta sottomarini della United States Navy furono attaccati dagli squali tagliatori, che avevano danneggiato soprattutto i rivestimenti di gomma dei cavi elettrici delle sonde utilizzate per assicurare una maggior sicurezza durante l'emersione. Nuovamente, il problema venne risolto applicando un rivestimento di fibra di vetro. Questa specie ha danneggiato anche equipaggiamenti oceanografici e cavi per telecomunicazioni.
I danni inflitti dagli squali tagliatori alle reti da pesca e alle specie ittiche di interesse commerciale hanno conseguenze irrilevanti per la pesca commerciale. Lo squalo stesso è troppo piccolo per avere un qualsiasi valore alimentare e viene catturato solo di rado, accidentalmente, dai palamiti pelagici, dalle reti tese a mezz'acqua e dalle reti per il plancton. La mancanza di significative minacce alla sopravvivenza delle popolazioni, unita ad una diffusione quasi globale, ha portato l'Unione Internazionale per la Conservazione della Natura (IUCN) a valutare lo squalo tagliatore come specie non in pericolo.